# Victor Praefcke
Victor Ernst Adolf Praefcke, auch Präfcke (* 1. Juli 1842 in Weitin, heute Ortsteil von Neubrandenburg; † 25. März 1931 in Neustrelitz) war ein deutscher Pädagoge und evangelisch-lutherischer Geistlicher.

## Leben
Victor Praefcke war ein Sohn des Weitiner Pastors Johann Carl (Martin Praefcke) (1805–1869) und dessen Ehefrau Charlotte, geb. Brauer (1806–1859). Der Jurist Robert Praefcke (1831–1910) war sein älterer Bruder.
Victor Praefcke studierte ab 1860 Evangelische Theologie an den Universitäten Erlangen, Berlin und ab Oktober 1862 an der Universität Rostock. Er war zunächst, wie damals üblich, als Hauslehrer tätig, und zwar auf dem Gut Augustenruh bei Güstrow. Von 1866 bis 1874 war er Religionslehrer am Gymnasium Carolinum (Neustrelitz). Am 5. Juli 1874 wurde er zum Pastor in Prillwitz, heute Ortsteil von Hohenzieritz, berufen. Im April 1878 wechselte er als I. Stadtpfarrer und Konsistorialrat mit Verantwortung für die Schulaufsicht an die Stadtkirche Neustrelitz. 1904 wurde er zum Oberkonsistorialrat und 1916 zum Konsistorialpräsidenten ernannt. 1917 erfolgte seine Emeritierung.
Praefcke war Vorstandsmitglied des Vereins der Freunde der Naturgeschichte in Mecklenburg, Mitglied des Heimatbundes Mecklenburg und ab 1926 Mitglied des Mecklenburg-Strelitzer Vereins für Geschichte und Heimatkunde.

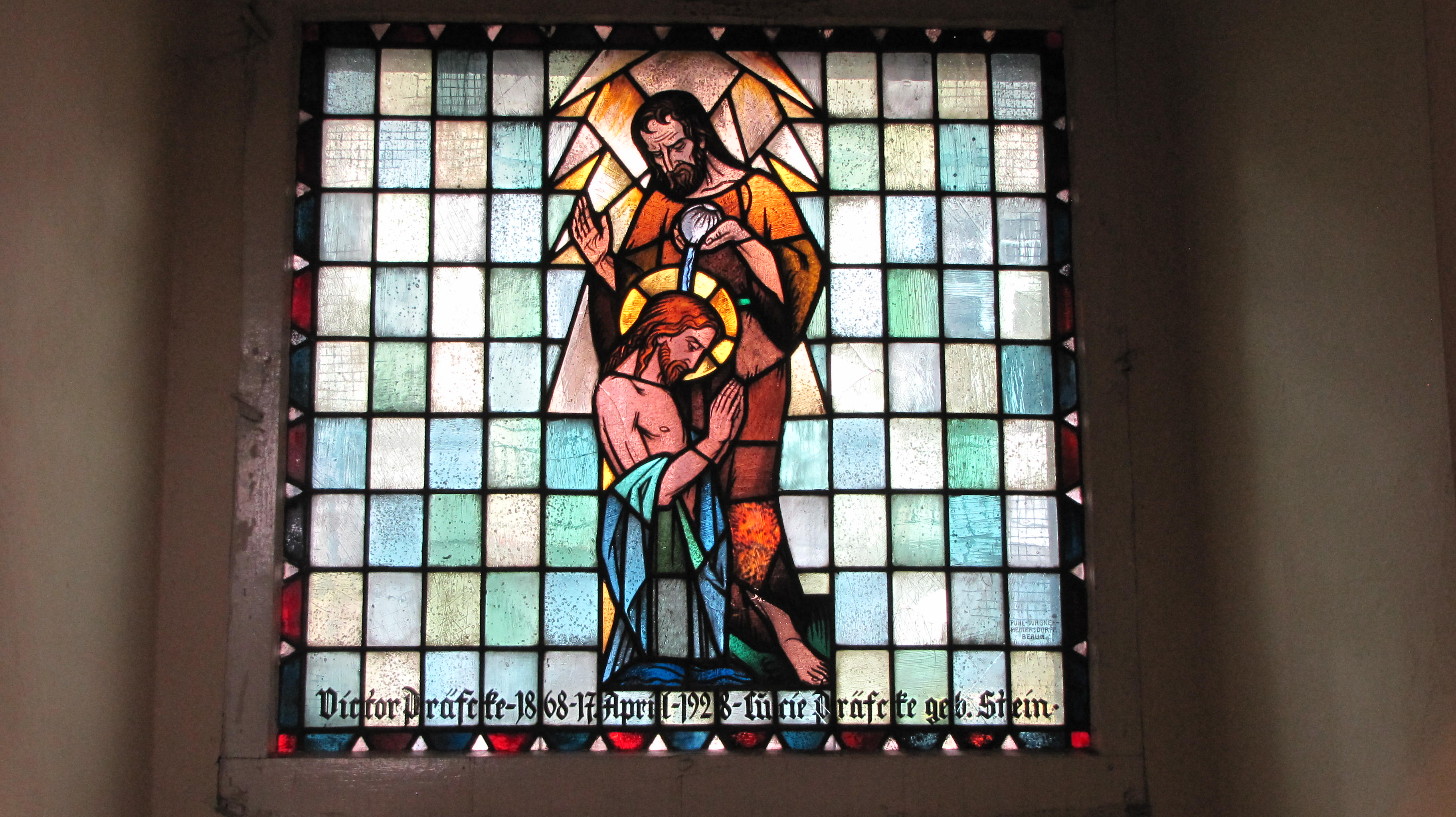
Von Victor und Lucie Praefcke gestiftetes Glasfenster in der Stadtkirche Neustrelitz

Seit dem 17. April 1868 war er verheiratet mit Lucie, geb. Stein, der Tochter des Rittergutsbesitzers Ludwig Stein auf Augustenruh. Das Paar hatte eine Tochter, Martha, die später den Landgerichtsrat Dr. jur. Hans Müller in Neustrelitz heiratete, sowie einen Sohn Viktor (1872–1962), der Admiralarzt wurde. Zu seinem 60. Hochzeitstag stiftete das Paar ein Glasfenster in der Stadtkirche Neustrelitz, das die Taufe Jesu zeigt.

## Schriften
- Über die katholische Lehre von den überflüssigen Werken und den evangelischen Räten. Schulprogramm Gymnasium Carolinum 1869